# НИИПТ
Открытое акционерное общество «Научно-исследовательский институт по передаче электроэнергии постоянным током высокого напряжения» — многопрофильный электроэнергетический научно-исследовательский центр России. Головная научная организация отрасли в области развития системообразующей сети Единой энергетической системы России и межгосударственных электрических связей. Адрес: Санкт-Петербург, ул. Курчатова, д. 1, 14.

## История
НИИ был образован распоряжением Правительства СССР в 1945 году для решения проблем, связанных с внедрением в энергетику электропередач постоянного тока и созданием Единой энергосистемы страны.
Институт в 1950 году осуществил впервые в мировой практике пуск опытно-промышленной ППТ мощностью 30 МВт с ртутными вентилями от электростанции в Кашире до подстанции в Москве с кабельной линией напряжением 200 кВ длиной 112 км. В течение 1962—1965 гг. была введена в эксплуатацию ППТ от Волжской ГЭС до подстанции Михайловская на Донбассе и тем самым освоена передача самой большой в мире на тот период мощности (720 МВт) на расстояние около 500 км по воздушной линии напряжением 800 кВ (±400 кВ относительно земли).
Накопленный опыт позволил разработать проект электропередачи постоянного тока Экибастуз-Центр мощностью 6000 МВт, напряжением 1500 кВ для транспорта электроэнергии от Экибастузских ГРЭС в центральные районы страны, на расстояние свыше 2400 км. Данный проект не был реализован.
По разработкам и под руководством института в 1980—1984 гг. на Выборгской подстанции построена вставка постоянного тока (ВПТ) для несинхронной связи энергосистем России и Финляндии, являющаяся и в настоящее время самой крупной в мире. Ежегодно Россия экспортирует в энергосистему северных стран через эту вставку свыше 4000 ГВт·ч электроэнергии.
НИИПТ явился пионером в:
- Внедрении полупроводниковых приборов в мощных преобразовательных установках
- Решении методических вопросов надежности энергосистем
- Разработке централизованных систем противоаварийной автоматики и др.

При решении задачи создания ЕЭС СССР институтом были решены многие методические аспекты повышения надежности больших энергообъединений. Результаты разработок НИИПТ по повышению надежности, устойчивости и живучести энергосистем внедрены также в энергосистемах Средней Азии, Казахстана, Украины, стран Балтии.

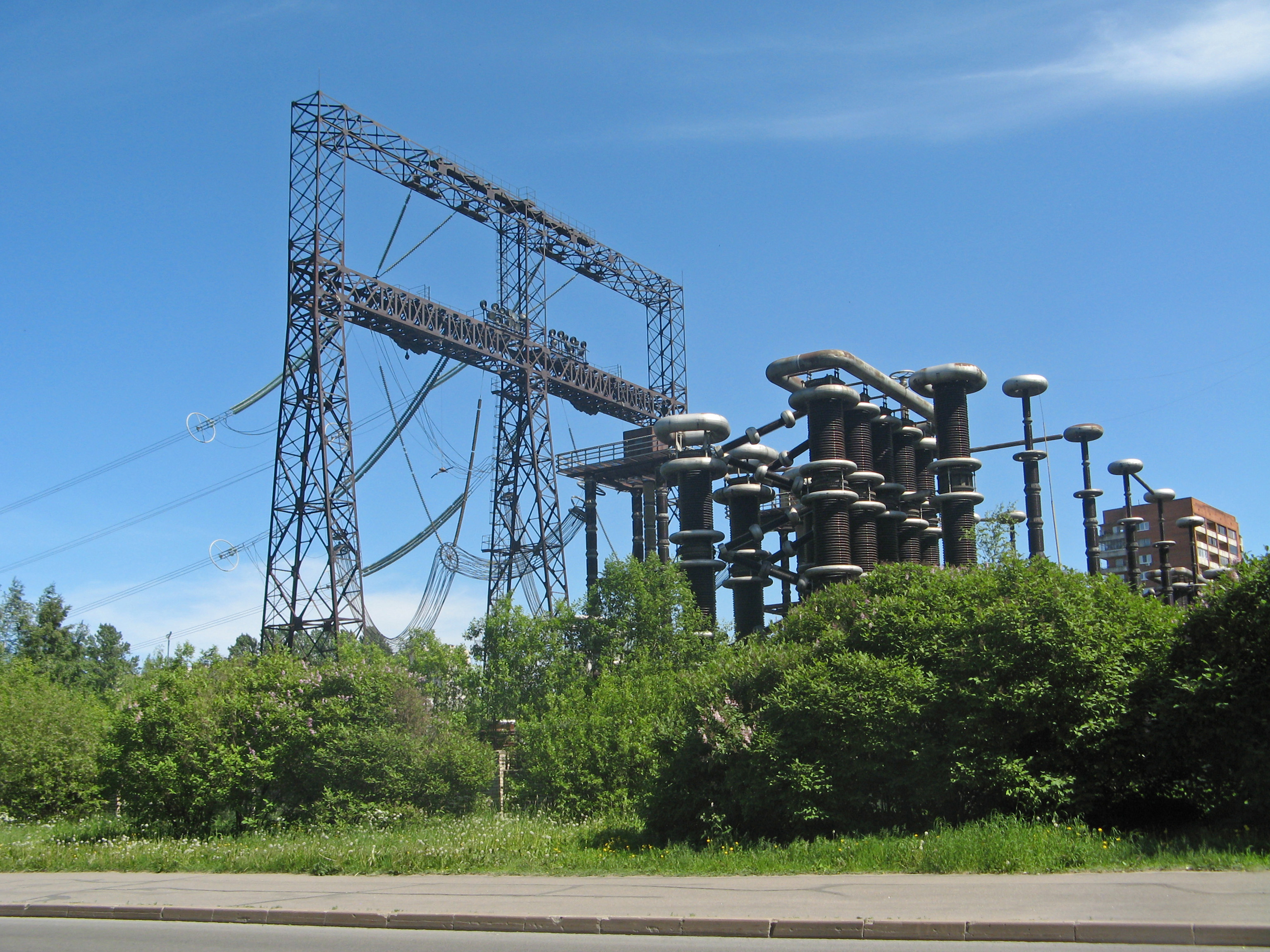
Площадка НИИПТ на улице Академика Константинова в Санкт-Петербурге

Получили признание разработки института по созданию компьютерных централизованных систем противоаварийной автоматики и вычислительных комплексов «Советчик диспетчера». Эти системы, основанные на так называемом адаптивном алгоритме НИИПТ, эксплуатируются в энергообъединениях Урала, Тюмени и Средней Волги.
Существенен вклад института в освоение в СССР линий электропередачи высших классов напряжения: 330, 500, 750 и 1150 кВ переменного тока. Среди выполненных работ: 
- Разработка и внедрение окисноцинковых ограничителей перенапряжения (использование таковых позволило, например, снизить габариты ОРУ 500 кВ Саяно-Шушенской ГЭС на 12 % и существенно уменьшить его стоимость)
- Разработка новых унификаций воздушных линий 110—750 кВ со стальными и железобетонными опорами
- Подготовка и ввод в действие совместно с другими организациями руководящих и нормативных материалов по линиям 6—1150 кВ.

## Современность
С мая 2017 г. ОАО «НИИПТ» входит в состав Холдинга "Теллус-Групп" (г. Санкт-Петербург) и ведет работу по решению актуальных задач в области управления и развития ЕЭС России.
В 2018 году принято решение о застройке жилого массива на территории ОАО "НИИПТ" по адресу ул. Академика Константинова д. 1. На месте производственных цехов будет построен жилой многоквартирный массив.

## Основные направления деятельности
- Проектирование и развитие электроэнергетических систем
- Устойчивость, надежность и живучесть электроэнергетических систем
- Управляемые электропередачи: вставки и электропередачи постоянного тока, технологии FACTS
- Технологии и оборудование электрических установок высокого напряжения
- Разработка, испытания и внедрение преобразовательных устройств